# Mămăligă

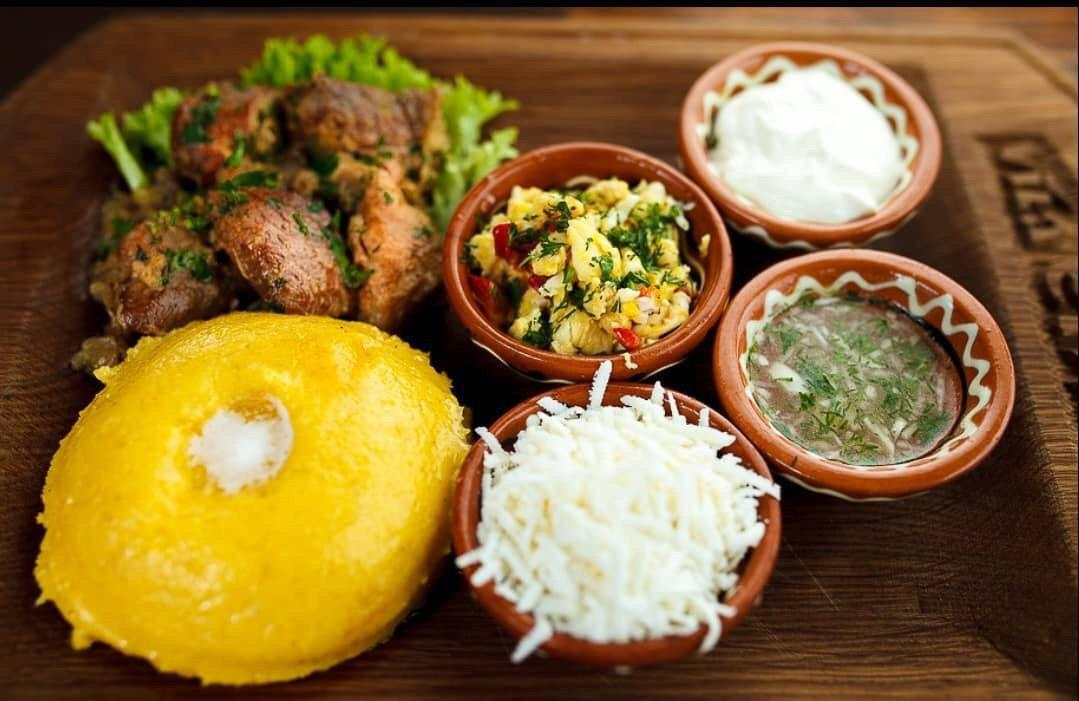
Mămăligă

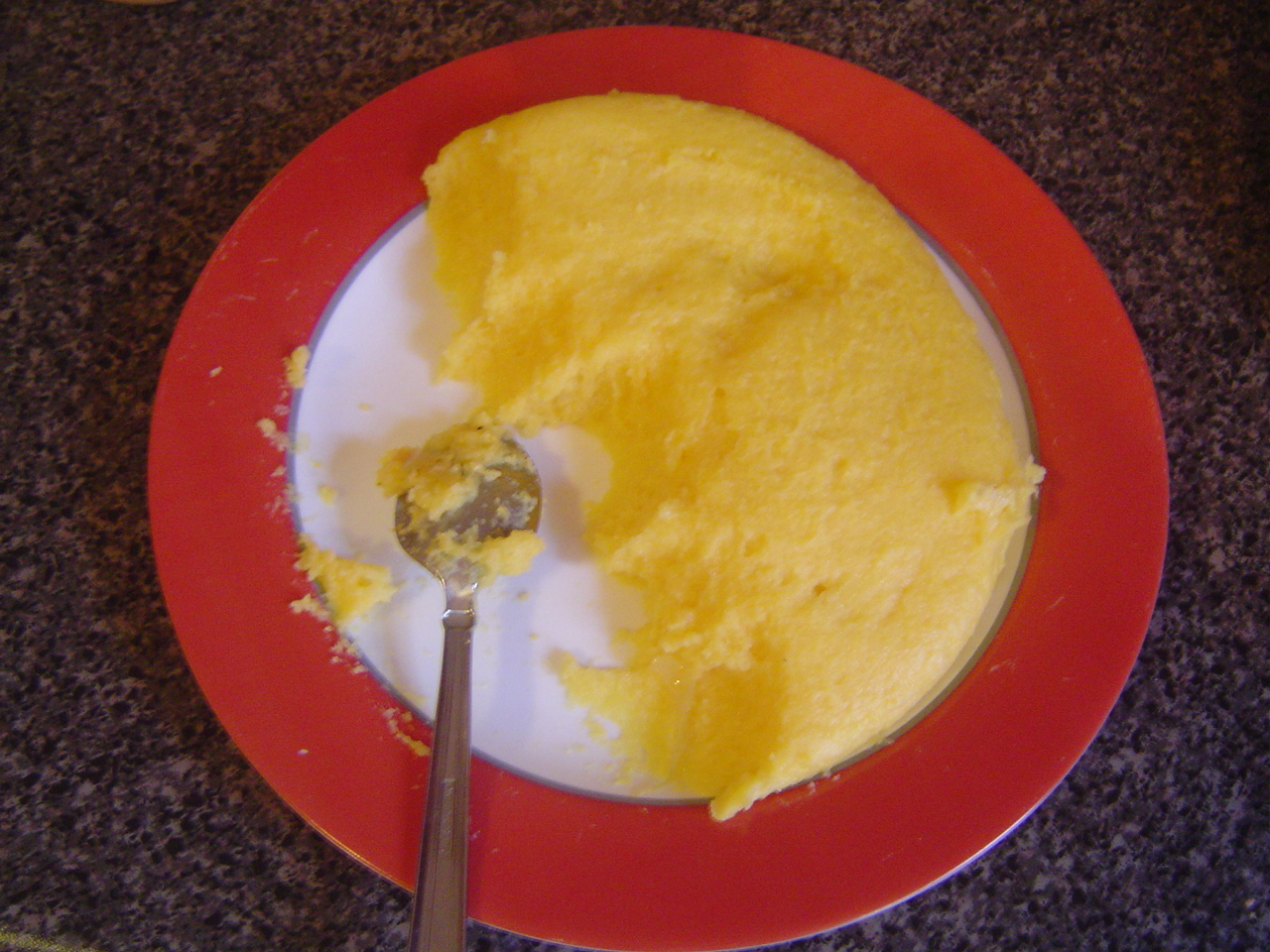
Mămăligă

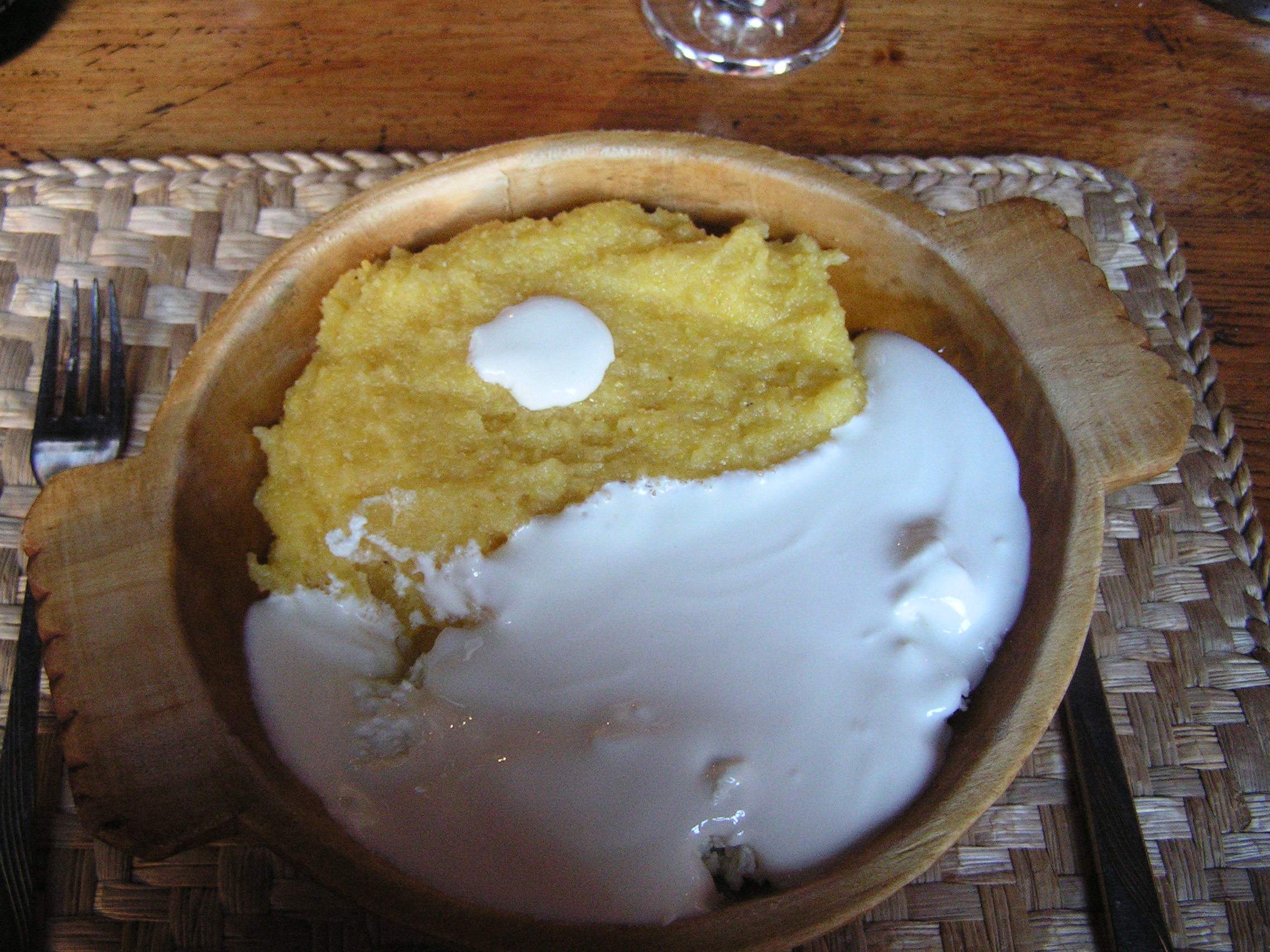
Mămăligă met kaas en zure room

Mămăligă (Roemeense uitspraak: [məməliɡə]) is een pap gemaakt van geel maismeel, dat traditioneel gegeten wordt in Roemenië en Moldavië. Het is vergelijkbaar met de Italiaanse polenta.

## Geschiedenis
Oorspronkelijk is mămăligă een plattelandsgerecht. In arme plattelandsgebieden vervangt het brood of wordt gegeten als hoofdvoedsel. Het ontpopte zich in de laatste decennia als een luxe gerecht in de beste restaurants. Het gerecht ontwikkelde zich in de zeventiende en de achttiende eeuw, nadat mais een belangrijke voedselbron werd na een hongersnood.

## Trivia
Bram Stoker laat zijn hoofdpersonage in Dracula dit als ontbijt eten. Hij omschrijft het als maispap met paprika erbij: 'Voor ontbijt kreeg ik weer paprika, en een soort maïspap, die ze 'mamiliga' noemen, en een aubergine met gehakt gevuld, dat daar 'impletata' heet'.

## Voetnoten
1. ↑  De streek had doorgaans graan in overvloed tot de hongersnood van 1575. De honger en de uitputting van mens en dier was zo erg, dat vogels zich met de hand lieten vangen, schrijft Fernand Braudel.